# Golden Apple
Golden Apple (en hangul, 황금사과; romanización revisada, Hwangkeum sakwa), es una serie de televisión surcoreana emitida por KBS 2TV desde el 16 de noviembre de 2005 hasta el 23 de febrero de 2006, que se centra en la historia de cuatro hermanos en la década de 1960, y una mujer que lucha para limpiar el nombre de su padre muerto después de ser acusado injustamente del asesinato de su madrastra. Fue protagonizada por Park Sol Mi, Kim Ji Hoon, Ji Hyun-woo, Go Eun Ah y Jung Chan.

## Argumento
Kim Chun Dong (Choi Il Hwa), es un granjero viudo que vive con su hijos Kyung Sook (Lee Young Ah), Kyung Goo (Kim Myung Jae) y Kyung Min (Park Ji Bin). Kyung Sook se compromete a mantener el hogar después de la muerte de su madre. Los aldeanos alaban su dulce y alegre naturaleza, más al tener una actitud trabajadora. Las tareas diarias dejan poco tiempo para su diversión, aun así pese a resistirse a Park Jong Gyu (Jung Chan), el hijo del dueño de la granja y estudiante de la Universidad Nacional de Seúl, la visita en ocasiones, para el deleite de ella. Su padre de Chun Dong se casa de nuevo, y la mujer de él (Bang Eun Hee), tiene una hija de seis años, Keum Shil (Yoo Yeon Mi). Los nuevos hermanos viven una vida humilde pero felices en el campo, sin embargo, el matrimonio no prospera y la madre de Keum Shil continúa un romance con Park Byung Sam (Lee Deok Hwa) un propietario adinerado en el pueblo que es candidato al parlamento.
Después de la elección, el cuerpo de la madrastra de Kyung Sook es encontrado flotando en el río y Chun Dong es acusado injustamente de ser el asesino. Él confiesa después de haber sido torturado por la policía y más tarde muere en custodia antes del juicio. Park Byung Sam, que es el verdadero padre de Keum Shil, ordena a su cuñado Jung (Lee Ki Young) que adopte a Keum Shil, y posteriormente, le da un puesto de trabajo en la Oficina de Inteligencia en Seúl. Años después, Kyung Sook (ahora Park Sol Mi), también se ha ido a vivir a Seúl y trabaja duro para criar a sus hermanos Kyung Goo (Kim Ji Hoon) y Kyung Woo (Ji Hyun-woo). Ella jura limpiar el nombre de su padre y encontrar al verdadero asesino, no obstante Byung Sam sigue siendo su principal sospechoso, a pesar de que está enamorada de su hijo, Jong Kyu.

## Reparto

### Personajes principales
- Park Sol Mi como Kyung Sook.[3]
  - Lee Young Ah como Kyung Sook (joven).
- Kim Ji Hoon como Kyung Goo.
  - Kim Myung Jae como Kyung Goo (joven).
- Ji Hyun-woo como Kyung Min.
  - Park Ji-bin como Kyung Min (joven).
- Go Eun Ah como Keum Shil.
  - Yoo Yeon Mi como Keum Shil (joven).
- Jung Chan como Park Jong Kyu.

### Personajes secundarios
- Choi Il Hwa como Kim Chun Dong.
- Lee Deok Hwa como Park Byung Sam.[4][5]
- Jo Mi Ryung como Jo Mi Ja.
- Lee In Hye como Jung Hong Yeon.
- Kim Soo Yong como Jo Bong Joo.
- Bang Eun Hee como Madrastra de Keum Shil.
- Lee Ki Young como Jefe Jung.
- Lee Joo Shil como Abuela paterna de Kyung Sook.
- Lee Mi Ji como Srta. Jung.
  - Park Da Young como Hong Yeon (joven).
- Lee Jong Nam como Srta. Lim.
- Hwang Beom Shik como Jo Hong Man.
- Kim Dong Joo como Ja Shil.
- Moon Won Joo como Hwang Soon Shik.
  - Yoon Seok Hyun como Soon Shik (joven).
- Jung Seung Ho como Hwang Chang Han.
- Baek Seung Hyun como Hwang Sang Taek.
- Han Sang-jin.[6]

### Otros personajes
- Choi Daniel